# Bergbräsma
Bergbräsma (Cardamine hirsuta) är en växtart i familjen korsblommiga växter. 
Normal höjd för växten är 7 – 30 cm. 
Den är vanlig i stora delar av Europa och Asien och har även följt med européerna till Nordamerika. Bergbräsma betraktas av många som ett ogräs. 